# Simposio (Platone)
Il Simposio (titolo orig. in greco antico: Συμπόσιον?, Sympósion), noto anche col titolo di Convito, è un dialogo socratico di Platone, datato tra il 385 e il 370 a.C. circa. Rappresenta una gara amichevole di discorsi estemporanei pronunciati da un gruppo di illustri uomini ateniesi che partecipano a un banchetto. Tra gli uomini figurano il filosofo Socrate, il generale e statista Alcibiade e il commediografo Aristofane. I panegirici sono in lode di Eros, il dio dell'Amore e del sesso.
Nel Simposio, Eros è riconosciuto sia come amante erotico sia come fenomeno capace di ispirare coraggio, valore, grandi imprese e opere, e di vincere la naturale paura della morte nell'uomo. È visto come qualcosa che trascende le sue origini terrene e raggiunge vette spirituali. La straordinaria elevazione del concetto di amore solleva la questione se alcune delle sue più estreme accezioni possano essere intese come umorismo o farsa. Eros è quasi sempre tradotto come "amore", e il termine presenta varianti e ambiguità che pongono ulteriori difficoltà alla comprensione dell'Eros dell'antica Atene.
Il dialogo è apprezzato sia per il suo contenuto filosofico che per le sue qualità letterarie. Reputato uno dei massimi dialoghi di Platone,, si differenzia dagli altri per la struttura, laddove si articola in un agone oratorio, nel quale ciascuno degli interlocutori, scelti tra il fiore degli ateniesi, espone con un ampio discorso la propria teoria su Eros: le idee confliggono da un personaggio all'altro, ma lo sforzo dialettico cerca di risolverle facendo emergere la filosofia che sta alla base di tutte. 

## L'ambientazione e lo svolgimento

Disposizione dei partecipanti al simposio in casa di Agatone secondo la ricostruzione di Giovanni Reale.

Il contesto in cui si inseriscono i vari interventi è rappresentato dal banchetto, offerto dal poeta tragico Agatone per festeggiare la sua vittoria negli agoni delle Lenee, oppure alle Grandi Dionisie, del 416 a.C. Fra gli invitati, oltre a Socrate e al suo discepolo Aristodemo, troviamo il medico Erissimaco, il commediografo Aristofane, Pausania, l'amante di Agatone, e il suo amico Fedro, figlio di Pitocle ed esperto di retorica: ognuno di loro, su invito di Erissimaco, terrà un discorso che ha per oggetto un elogio di Eros.
Verso la fine, fa una clamorosa irruzione anche Alcibiade, completamente ubriaco, incoronato di edera e di viole, accompagnato dal suo komos, che si presenta per festeggiare Agatone, e che viene accolto con cordialità. Alla fine del banchetto, la mattina seguente, Socrate (uno dei pochi rimasti svegli per tutta la notte) lascia l'abitazione e, seguito da Aristodemo, si dirige verso il Liceo, luogo nel quale Aristotele, molti anni dopo, fondò la sua scuola.

## Prologo

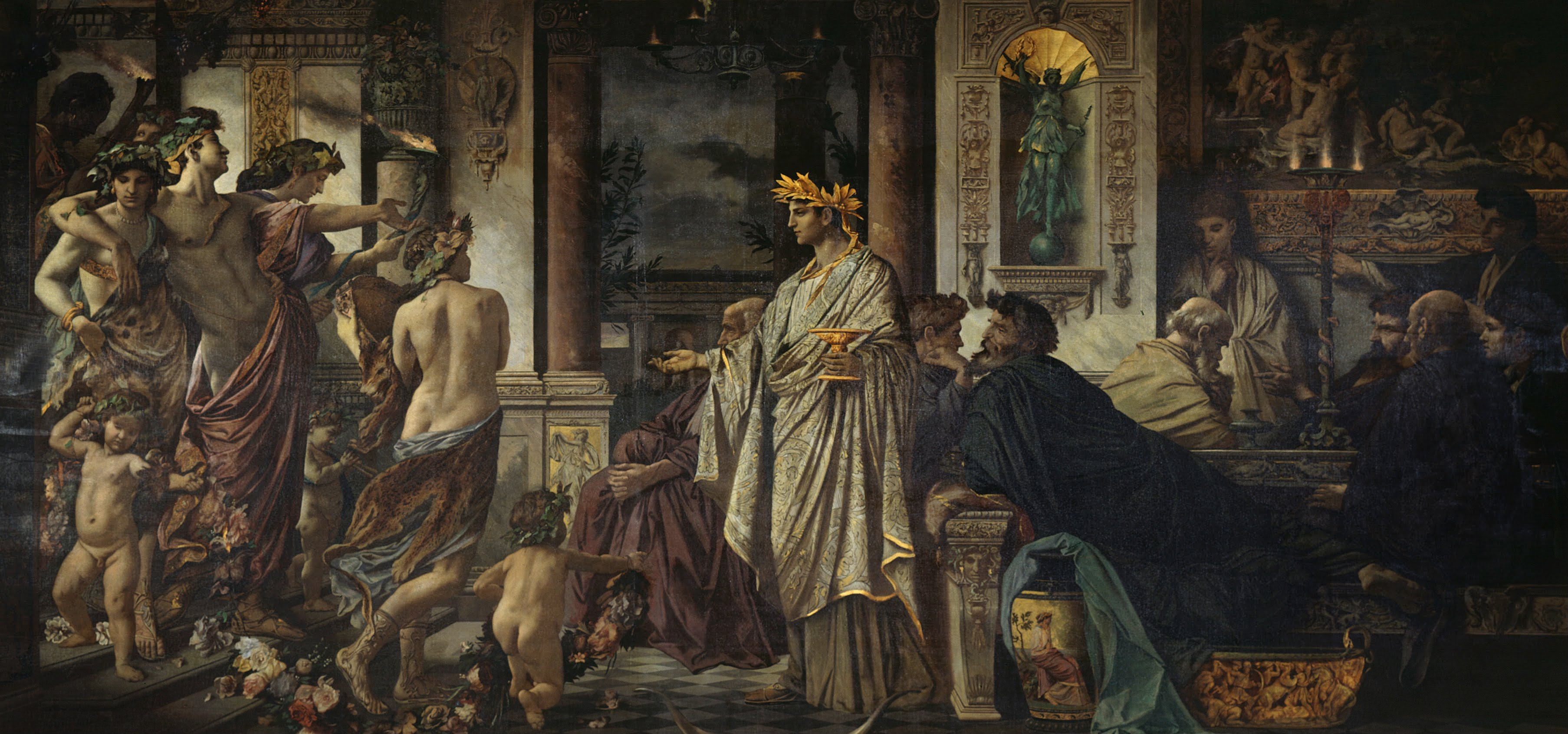
Anselm Feuerbach, Il simposio di Platone

Durante una notte ad Atene due personaggi, Apollodoro e il suo amico Glaucone, fratello maggiore di Platone e indicato con il connotativo hetairos (= un amico), passeggiano conversando per le vie della città. A un certo punto, l'amico di Apollodoro gli chiede di raccontargli del famoso banchetto tenutosi in casa di Agatone con Socrate, Pausania, Fedro, Erissimaco, Aristofane e molti altri.
Prima di iniziare il suo racconto, Apollodoro spiega che il banchetto si era svolto molti anni prima e che egli ne aveva sentito parlare da Aristodemo, un allievo di Socrate che vi aveva presenziato. La cornice del dialogo attesta così un triplice livello di "incassamento" narrativo: Apollodoro racconta a un amico che Aristodemo gli ha raccontato che, nel corso del banchetto a casa di Agatone, si è svolta tra i commensali una discussione sulla natura dell'amore.
Una sera,  Aristodemo incontra per la strada Socrate, e nota che il filosofo si è fatto incredibilmente bello: è ben vestito, profumato e indossa perfino dei sandali, cosa davvero insolita per uno come lui. Socrate spiega che si sta dirigendo in casa di Agatone, il quale sta dando una festa per celebrare una sua vittoria teatrale e Aristodemo lo segue incuriosito.
Tuttavia per la strada Socrate rimane indietro a riflettere ed entra in casa solo a metà della festa, malgrado i continui richiami di Agatone. Dopo essersi puliti ed aver bevuto del buon vino mielato, il padrone di casa chiede agli invitati di che cosa vogliano discutere quella sera e uno di loro, Erissimaco, propone la discussione su Eros, ovvero sull'Amore. Tutti sono entusiasti dell'argomento e cominciano a dialogare.  

## Fedro
Il primo a parlare tra gli invitati è Fedro. Egli afferma che Eros è il più antico fra tutti gli dèi ad essere onorato, come attestano Esiodo, nella Teogonia, e Acusilao, i quali all'origine del mondo formano il Caos e la Terra e quindi anche Amore. Inoltre, Parmenide sostiene che la Giustizia «per prima, fra tutti gli dei, si prese cura di Amore». È Eros a spingere amante e amato a gareggiare in coraggio, valore, nobiltà d'animo: gli eserciti, se costituiti da tutti amanti e amati, sono imbattibili:
(Simposio 178e-179a; trad.: G. Giardini)
Fedro porta alcuni esempi, primo fra tutti quello di Alcesti che superò in amore i genitori di Admeto, suo sposo, tanto da farli apparire estranei alla sua vicenda e da suscitare l'ammirazione degli dei; cosa che non avvenne a Orfeo, che tornò indietro dall'Ade senza risultato, poiché era apparso vile. Gli dei invece onorarono Achille, che per sua scelta morì in aiuto e vendetta di Patroclo, suo amante, riservando a lui l'Isola dei Beati.
Verso la fine del discorso si assiste a un rovesciamento del concetto greco secondo il quale l'amato è superiore all'amante, perché autosufficiente, non soggetto a urti e scossoni. Perciò il greco ama l'uomo, ritenendo la donna indegna di un essere superiore. Qui invece la superiorità è dell'amante e perciò il merito maggiore è dell'amato che ama, Achille, mentre Alcesti non è amata, ma amante. L'ultima frase del discorso inoltre sottolinea l'importanza di Amore:
(Simposio 180b)
Pausania 

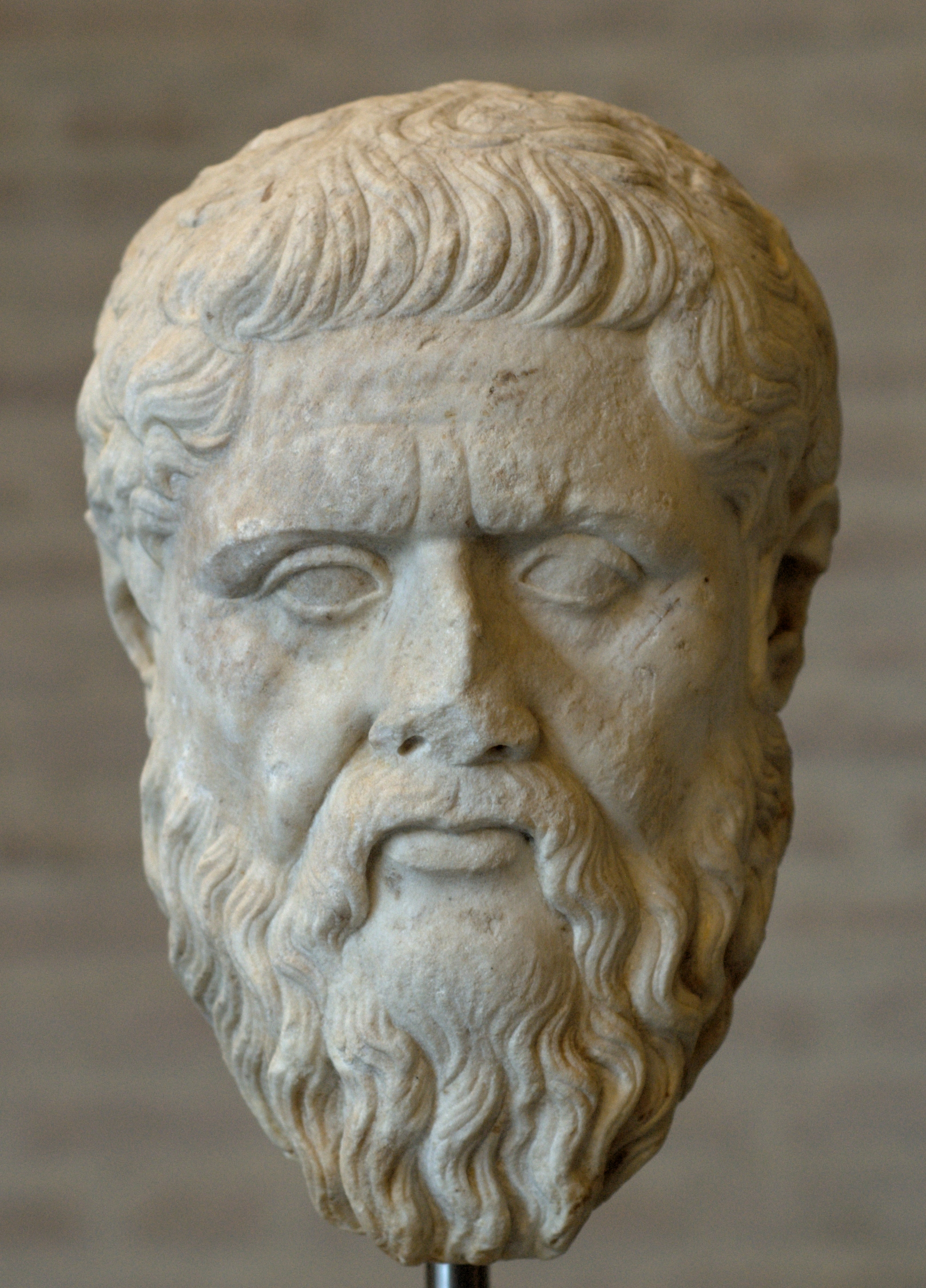
Platone (Glyptothek, Monaco di Baviera)

Pausania è il secondo a parlare fra gli ospiti. Egli distingue due generi di Amore, poiché come esistono due Afroditi (l'Afrodite Urania, "celeste", figlia di Urano, e l'Afrodite Pandèmia, "comune", "volgare", figlia di Zeus e di Dione) così esistono anche due Amori: il primo detto "Celeste", si accompagna all'Afrodite "Urania", il secondo detto "Volgare", si accompagna invece all'Afrodite "Pandèmia".
L'Amore Volgare è volto ad amare i corpi più che le anime e, partecipando di entrambe le nature dei suoi genitori, maschile e femminile, preferisce tanto le donne - considerate nella cultura greca antica oggetto inferiore d'amore - quanto i fanciulli imberbi, quindi facilmente plagiabili. L'Amore "Celeste", invece, trascende quello corporale e si fa guida verso un elevato sentire: «è bello in tutti i modi dunque a causa della virtù mostrarsi compiacenti». Il suo discorso si conclude con una ricerca della giustificazione dell'amore omofilo basandosi sui nomoi (cioè le norme, siano esse leggi scritte o no) delle varie regioni della Grecia - "In Elide, a Sparta e presso i Beoti, dove non vi sono abili parlatori risulta stabilita semplicemente la norma che è bello concedersi agli amanti", (182b) - mostrando come ciò sia disprezzato «nella Ionia e nelle altre regioni dominate dai barbari» , mentre ad Atene il nomos è più complicato, poiché è considerato lecito farlo in privato, riprovevole farlo in pubblico.
(Simposio 183d-e)

## Erissimaco
Come terzo, in sostituzione di Aristofane che è colto dal singhiozzo, interviene Erissimaco, il quale, da buon medico, considera l'amore un fenomeno naturale e ne distingue gli aspetti normali da quelli morbosi. Nell'esporre la sua teoria si trova d'accordo sulle due specie d'Amore individuate da Pausania: «che Amore dunque sia duplice, pare a me che sia un distinguere bene», con una piccola differenza però: al posto dell’Afrodite Pandemia (Volgare), Erissimaco pone l'Afrodite "Polimnia" ("dai molti inni", cioè portatrice di disordine). Amore infatti, come ogni cosa in natura, deve essere armonico ed equilibrato in ogni sua azione - «comunione di opposti»: infatti la "soverchieria", "il disordine" insiti in ogni forma di attrazione non possono riuscire a buon fine, ma determinano contagi, malattie, guasti e distruzione; «ma quando invece l'Amore diventa incontenibile e infuria violento durante le stagioni dell'anno, produce guasti e distrugge molte cose» (188a-b).
All'inizio del suo discorso, inoltre, Erissimaco ci propone una sua definizione di medicina, e di armonia, e afferma che «nella musica, nella medicina e in tutte le altre attività umane e divine, per quanto è dato, bisogna bene osservare l'uno e l'altro di questi amori: infatti sussistono ambedue».
Erissimaco infine, come Pausania, cerca anch'egli una giustificazione per l'amore omofilo, trovandola in maniera più fondata nella Physis (natura) piuttosto che nel Nomos.

## Aristofane
Come quarto, rimessosi dal singhiozzo, interviene Aristofane, il quale spiega la sua devozione verso Amore per mezzo di un fantasioso, ma significativo mito. Per lui, all'origine del mondo, gli esseri umani erano differenti dagli attuali, formati da due degli umani attuali congiunti tramite la parte frontale (pancia e petto). Inoltre essi erano di tre generi: il maschile, il femminile e l'androgino, che partecipa del maschio e della femmina (cioè, appunto, ἀνδρόγυνος, "uomo-donna"). La forma degli uomini era inoltre circolare: quattro mani, quattro gambe, due volti su una sola testa, quattro orecchie, due organi genitali e tutto il resto come ci si può immaginare. Questa natura doppia è però stata spezzata da Zeus, il quale fu indotto a tagliare a metà questi esseri per la loro tracotanza, al fine di renderli più deboli ed evitare che attentassero al potere degli dei (d'altro canto, eliminarli del tutto avrebbe comportato la perdita dell'unica forma vivente da cui gli dei erano venerati).
(Simposio 191c-d)
Ma da questa divisione in parti nasce negli umani il desiderio di ricreare la primitiva unità, tanto che le "parti" non fanno altro che stringersi l'una all'altra, e così muoiono di fame e di torpore per non volersi più separare. Zeus allora, per evitare che gli uomini si estinguano, manda nel mondo Eros affinché, attraverso il ricongiungimento fisico, essi possano ricostruire "fittiziamente" l'unità perduta, così da provare piacere (e riprodursi) e potersi poi dedicare alle altre incombenze cui devono attendere.
(Simposio 192e)

## Agatone
Per quinto parla il padrone di casa, Agatone, che definisce Amore il dio più bello e più nobile. Egli si incarica di dire «qual è e di quali beni artefice» è Amore. «Amore è il più felice perché è il più bello e il migliore. È il più bello perché è tale: anzitutto è il più giovane tra gli dei», e inoltre «è il più giovane e il più soave, e oltre a ciò è come flessuoso nell'aspetto. Non sarebbe infatti in grado di abbracciarsi ovunque, né di entrare in ogni anima di nascosto e poi uscirne se fosse inflessibile». Da sottolineare l'affermazione che «tra Amore e bruttezza c'è sempre guerra», poiché Amore simboleggia la bellezza, «la sua esistenza tra i fiori reca una testimonianza della bellezza della carnagione del dio». Egli non fa ingiustizia né la subisce, perché "giustizia", "morigeratezza", "potenza" e "sapienza" sono le virtù che lo contraddistinguono:
(Simposio 196b-c)
Agatone compone anche versi in onore di Amore:
(Simposio 197c)
E conclude il suo discorso tessendone un elogio molto poetico.

## Socrate

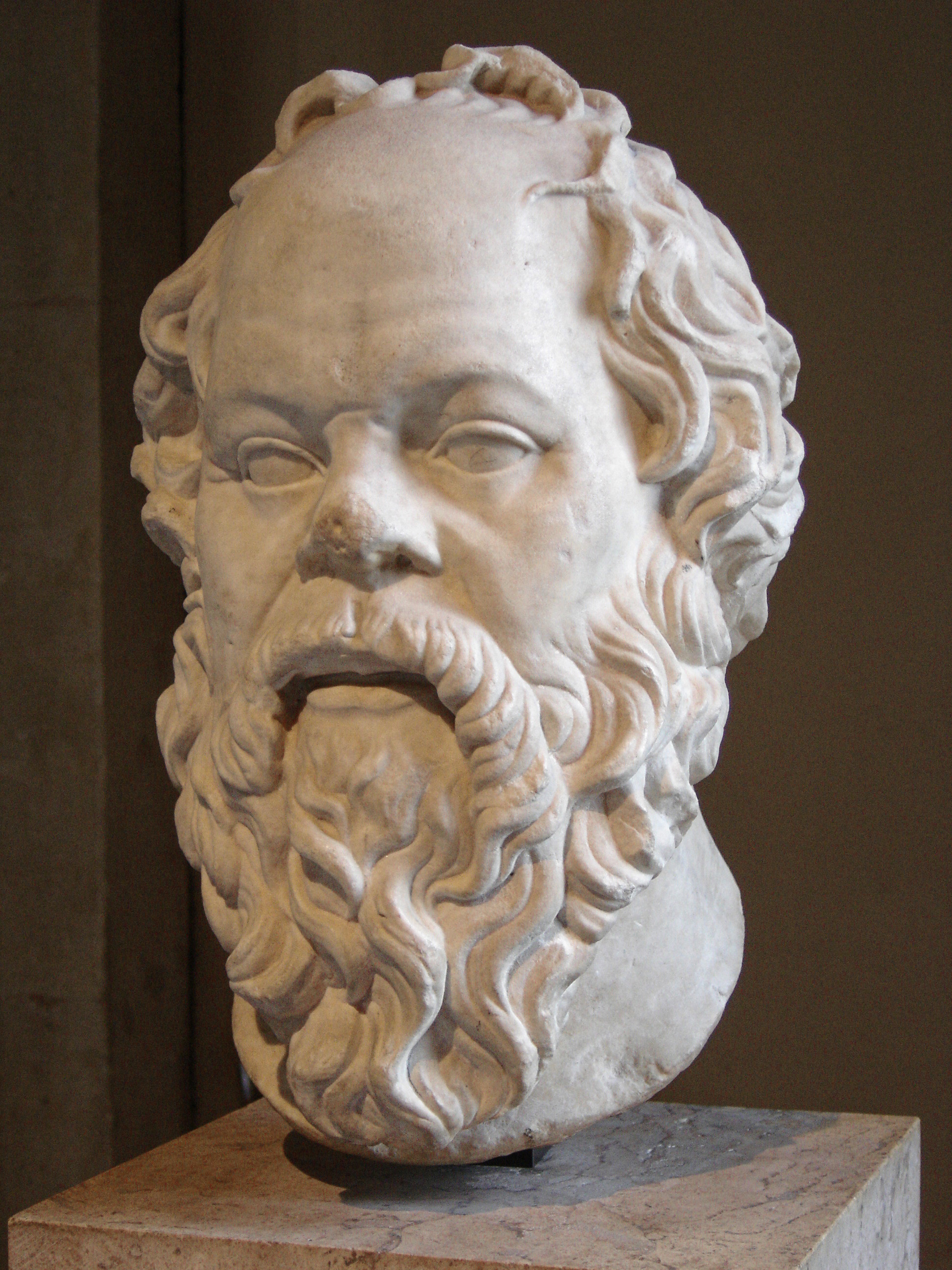
Socrate (Louvre, Parigi)

Socrate interviene per sesto e ultimo. Sulle prime tenta di schermirsi per la sua incapacità come oratore, ma sostenuto dalla convinzione che su ogni cosa «basta dire la verità», decide di fare lo stesso anche con Eros, scegliendo ed ordinando nel modo migliore le cose più belle. Infatti gli elogi di Eros fatti dai precedenti oratori poggiavano tutta la loro efficacia sul dispiego della retorica e su argomentazioni sofistiche, arrivando a gareggiare nell'associare ad Eros i migliori benefici. Socrate invece, come detto, partirà dalla verità.
In sostanza, «Amore è amore di alcune cose», in particolare «di quelle di cui si avverte mancanza». A questo punto sul discorso di Socrate si innesta quello di Diotima, sacerdotessa di Mantinea, maestra di Socrate della concezione di Amore. Secondo essa «Amore non è bello [...] e non è neanche buono», fu concepito da Penìa (Povertà), che come detto dalla sacerdotessa approfittò di Póros (la Via), ubriaco, alla festa del genetliaco di Afrodite: egli è quindi un essere intermedio tra il divino e l'umano che, assieme alle qualità positive, assomma in sé anche quelle negative. Socrate, come apprende da Diotima, era caduto nello stesso equivoco nel quale cadono tutti o quasi tutti gli uomini che in Amore vedono solo il lato più bello. Tutto questo deriva dal fatto che Amore viene identificato con l'amato e non con l'amante: il primo è delicato, compiuto, il secondo invece è quale appare nella descrizione che Diotima ne viene facendo. Ma qual è la molla che spinge l'amante verso l'amato? L'attrazione della bellezza può essere uno stadio, ma non se è fine a se stessa: tra gli uomini chi è fertile nel corpo è attratto dalla donna e cerca la felicità nella discendenza della prole e nella continuità, chi invece è fertile nell'anima cerca un'anima bella a cui unire la propria, e può creare con questa una comunanza più profonda di quella che si può avere con i figli. Su questo piano chi ama riuscirà «a capire che tutto il bello che riguarda il corpo è cosa ben da poco». Quindi accusa gli altri di aver attribuito false qualità ad Eros.

## Alcibiade: «Socrate è un sileno»

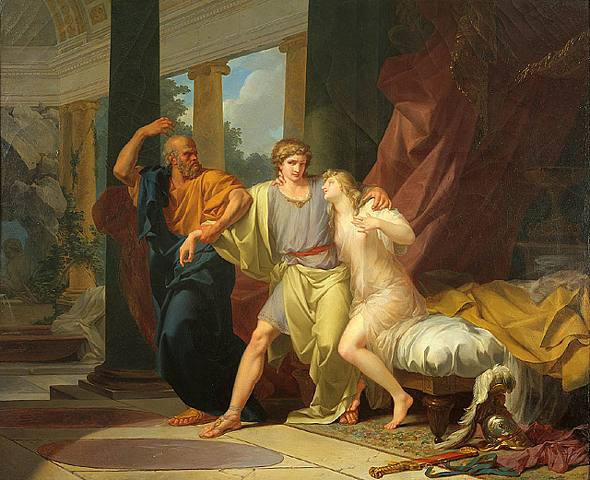
J.-B. Regnault, Socrate e Alcibiade (1791)

Dopo che Socrate ha concluso il suo discorso, irrompe nella sala del banchetto Alcibiade ubriaco e, dopo una breve schermaglia con Socrate, ne tesse il più splendido elogio. Pur senza aver udito le considerazioni di Socrate, Alcibiade viene a darne la più viva e diretta dimostrazione: Socrate gli è stato maestro, amico, gli ha salvato la vita in battaglia, gli ha fatto attribuire dagli strateghi in guerra quei riconoscimenti che avrebbe meritato per sé.
(Simposio, 220d-e)
Socrate gli ha resistito quando egli gli ha fatto dono della propria bellezza, perché non a questo mirava. Era attratto piuttosto «dalla bellezza in sé, genuina, pura, non mescolata, non incorporata di carni umane, né di colori, né di ogni altra vacuità mortale». Era desideroso di contemplare la «bellezza divina nel suo unico aspetto».
(Simposio 216d-e)
(Simposio 221c-d)

## Adattamenti

### Film
Nel 1988, il regista italiano Marco Ferreri traspose filmicamente per la televisione francese, alcuni dialoghi del Simposio ne Il banchetto di Platone.

### Tradizione testuale di riferimento
- Platonis opera, recognovit brevique adnotatione critica instruxit, a cura di John Burnet, collana Scriptorum Classicorum Bibliotheca Oxoniensis, 4 (tetralogia VIII), 1ª ed., Oxford, 1902.

### Traduzioni italiane
- Volgarizzamento del Convito di Platone,[11] trad. di Francesco Acri, 1885; II ed. riveduta, in: Dialoghi, Milano, Volonteri & c., 1913, pp. 317-375; Milano, Libreria Editrice Milanese, Milano 1913-1915; Piacenza, Tarantola, 1923; Introduzione e commento di Augusto Guzzo, Firenze, Vallecchi, 1930; Saggio introduttivo di Piero Treves, a cura di Carlo Carena, Torino, Einaudi, 1970-2025.
- Il Convito, trad. e note di Emidio Martini, Collezione Traduzione di Classici Latini e Greci, Torino, Paravia, 1922; Prefazione e cura di Giovanni Pugliese Carratelli, in: Tutte le Opere, Firenze, Sansoni, 1974-1993, ISBN 978-88-450-4940-8; Introduzione di G.P. Carratelli, Collana Grandi Classici Greci e Latini, Santarcangelo di Romagna, Rusconi, 2008, ISBN ‎978-88-180-2567-5; a cura di Salvatore Primiceri, Rusconi, 2016, 2025.
- Il Simposio, trad. di Guido Calogero, Bari, Laterza, 1928; II ed. riveduta, Laterza, 1946; Introduzione di Angelica Taglia, Collana Economica, Laterza, 1996.
- Simposio, trad. di Carlo Diano, in: Dialoghi, Bari, Laterza, 1934; Introduzione e commento di Davide Susanetti, Venezia, Marsilio, 1992.
- Il Convito, trad. di Maria Timpanaro Cardini, Lanciano, Carabba, 1934.
- Il Convito, a cura di Linda Untersteiner Candia, Milano, Mondadori, 1950.
- Simposio, in: I Dialoghi, trad. di Enrico Turolla, Milano, Rizzoli, 1953.
- Simposio, a cura di Giorgio Colli, Torino, Boringhieri, 1960, 1968; Collana Piccola Biblioteca, Milano, Adelphi, 1979; Collana Letture filosofiche, Roma, Armando Curcio, 1993.
- Il convito trad. e note di Nino Marziano, Introduzione di Enzo Savino, Collana I grandi libri n.135, Milano, Garzanti, 1975.
- Simposio, in: Dialoghi filosofici, vol. II, a cura di Giuseppe Cambiano, Collezione Classici della Filosofia n.8, Torino, UTET, 1981.
- Simposio, trad. e cura di Roberto Luca, Collana Pensatori antichi e moderni n.110, Firenze, La Nuova Italia, 1982; a cura di G. Farinetti e Fulvia De Luise, La Nuova Italia, 2001.
- Simposio, Introduzione di Vincenzo Di Benedetto, trad. e note di Franco Ferrari, Collana BUR, Milano, Rizzoli, dicembre 1985; Collezione I Grandi Classici Latini e Greci, Milano, Fabbri Editori, 1994-2007.
- Simposio, trad. e cura di Ezio Savino, Collana Oscar, Milano, Mondadori, 1987-2025.
- Simposio, Introduzione, trad. e note di Giuseppe Martano, Collana I Classici, Napoli, Il Tripode, 1988.
- Simposio, in: Tutti gli scritti, Prefazione, Introduzione, trad. e Notizie di Giovanni Reale, Milano, Rusconi, 1991; trad., note e apparati di G. Reale, Appendice bibliografica di Enrico Peroli, Collana Testi a fronte n.3, Milano, Rusconi, 1993; Collana Testi a fronte, Milano, Bompiani, 2000-2025.
- Il Simposio, a cura di Danilo Baccini, Messina-Firenze, G. D'Anna, 1992.
- Simposio. Il dialogo dell'Eros, trad. di Emidio Martini, a cura di Elmo Totti, Introduzione di Bruno Segre, Collana Biblioteca Ideale Tascabile. Classici del Pensiero n.49, Milano, Opportunity Books, 1995, ISBN 978-88-811-1119-0.
- Simposio o Sull'amore, Introduzione di Umberto Galimberti, trad. e cura di Fabio Zanatta, Collana UEF. I Classici, Milano, Feltrinelli, 1995.
- Il Simposio, trad. e cura di Angela Cerinotti, Collana Acquarelli Saggi n.85, Bussolengo, Demetra, 1995, 1999, 2004; revisione della trad. e note di Luca Civitavecchia, Introduzione di Martino Menghi, Collana Passepartout, Firenze, Giunti-Barbèra, 2016, 2021.
- Simposio, trad. e cura di Sabrina Ceccarelli, Torriana, Orsa Maggiore, 1995; Collana Ennesima, Rimini, Guaraldi, 1995.
- Simposio, trad. e cura di Gino Giardini, in: Tutte le opere, vol. II, a cura di Enrico V. Maltese, Collana Grandi Tascabili Economici n.451, Roma, Newton Compton, 1997, ISBN 88-8183-746-3.
- Simposio, su archive.org, collana Scrittori greci e latini, testo critico di John Burnet, a cura di Giovanni Reale, Milano, Fondazione Lorenzo Valla-Arnoldo Mondadori Editore, Ottobre 2001,  pp. 388, ISBN 88-04-48612-0. URL consultato il 6 dicembre 2018 (archiviato il 6 dicembre 2018).
- Simposio, a cura di Mario Trombino, Roma, Armando Editore, 2004.
- Simposio, trad. e note di Angelo Giavatto, Introduzione di Simonetta Nannini, Collezione Classici Greci Latini, Siena, Barbèra, 2008, ISBN 978-88-789-9199-6; Santarcangelo di Romagna, Rusconi, 2016, ISBN 978-88-180-3091-4; Collana Filosofia Classica, Roma, Theoria, 2022.
- Simposio, trad. e commento di Matteo Nucci, Introduzione di Bruno Centrone, Torino, Einaudi, 2009.

### Saggi
- Francesco Adorno, Introduzione a Platone, Collana I Filosofi n.29, Bari, Laterza, 1978.
- Franco Trabattoni, Scrivere nell'anima. Verità, dialettica e persuasione in Platone, Firenze, La Nuova Italia, 1994, ISBN 978-88-221-1456-3; ed. digitale a cura di Simona Chiodo[12].
- Charles Henry Kahn, Platone e il dialogo socratico. L'uso filosofico di una forma letteraria (Plato and the Socratic Dialogue: The Philosophical Use of a Literary Form, 1996), Milano, Vita e Pensiero, 2008, ISBN 978-88-343-1200-1.
- Giovanni Reale, Eros dèmone mediatore. Il gioco delle maschere nel Simposio di Platone, Milano, Rizzoli, 1997, ISBN 978-88-178-4509-0; Milano, Bompiani, 2005; a cura di Pier Davide Accendere, Milano, Firenze, Bompiani, 2021, ISBN 978-88-301-0627-7.

### Articoli
- Kenneth Dorter, The Significance of the Speeches in Plato's Symposium, in: «Philosophy & Rhetoric», Vol. 2, No. 4 (Fall, 1969), pp. 215-234.
- M. Johnson, H. Tarano, Fairytales and make-believe, or spinning stories about Poros and Penia in Plato's Symposium: a literary and computational analysis, in: «Phoenix», Vol. 68, No. 3/4 (Fall-Winter/automne-hiver 2014), pp. 291-312.
- Arlene W. Saxonhouse, Eros and the Female in Greek Political Thought: An Interpretation of Plato's Symposium, in: «Political Theory», Vol. 12, No. 1 (Feb., 1984), pp. 5-27.
- Henry G. Wolz, Philosophy as Drama: An Approach to Plato's Symposium, in: «Philosophy and Phenomenological Research», Vol. 30, No. 3 (Mar., 1970), pp. 323-353.